# خدمة صف السيارات

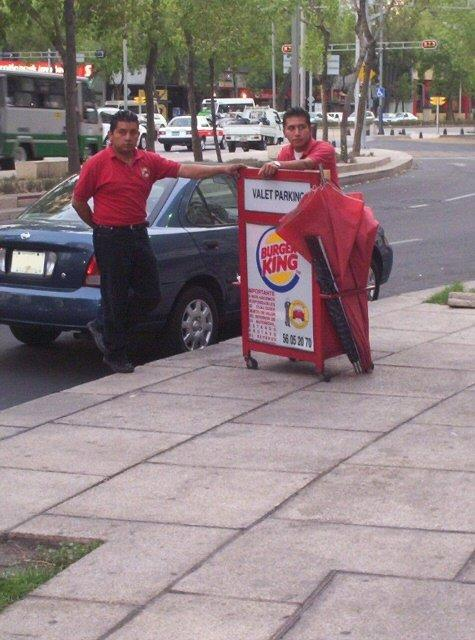
خدمة صف السيارات بمدينة مكسيكو في مطعم برجر كنج.

خدمة صف السيارات، هي خدمة ركن السيارات التي تقدمها بعض المطاعم والمحلات التجارية وغيرها من الأعمال التجارية، وهناك خدمة صف السيارات في جميع أنحاء العالم. وعلى النقيض من "وقوف السيارات الذاتي"، حيث يجد العملاء مكانًا لوقوف السيارات بمفردهم، يتم إيقاف سيارات العملاء لهم بواسطة شخص يسمى خادم. تتطلب هذه الخدمة رسومًا يدفعها العميل أو يتم تقديمها مجانًا من قبل المؤسسة.